# Dall Villaby
Dall Villaby ligger i Himmerland og er en satellitby til Aalborg med 1.103 indbyggere  (2024), beliggende i Dall Sogn 8 km. syd for Aalborg Centrum og 2 km. syd for Skalborg. Byen ligger i Region Nordjylland og hører til Aalborg Kommune.
Vest for Dall Villaby afgrænses byen af naturområdet Østeraadalen og Aalborgs sydlige byområde Skalborg. Mod øst afgrænses byen af Nordjyske Motorvej E45.
Dall Villaby er en udpræget ny by, der primært blev udbygget fra 1962-1965 som satellitby til Aalborg og med etapevise udstykninger. 
Byen er hjemsted for Dall Ferslev idrætsforening's fodbold og petanque hold, Aalborg 89ers, som er en af Danmarks ældste amerikansk fodbold-klubber, samt Dall Villaby eSport.